# Gérard Oury
Gérard Oury (29 de abril de 1919, Paris – 20 de julho de 2006, Saint-Tropez) foi um ator, escritor e cineasta francês. Seu nome real era Max-Gérard Tannenbaum. Ele foi um dos mais populares autores de comédias de seu país.

## Vida
Antes de se tornar cineasta, ele começou sua carreira como ator de teatro, estudando no Conservatório de Paris. A partir de então, passou a se especializar em comédias populares, entre as quais "O Trouxa", de 1964.
Oury é autor dos maiores sucessos de público do cinema da França, como "A Grande Escapada", de 1966, e "As Loucas Aventuras de Rabi Jacob", de 1973. Geralmente, o cineasta trabalhava com o ator Louis de Funès.